# Osella FA1H
Az Osella FA1H egy Formula–1-es versenyautó, melyet az Osella csapat tervezett és versenyeztetett az, az 1986-os Formula–1 világbajnokságban, mindössze két futam erejéig, miután a brit nagydíjon az egyetlen elkészült kasztni súlyosan megrongálódott. Pilótái Piercarlo Ghinzani és Allen Berg voltak.

## Áttekintés
Ennek az autónak a fejlesztését már 1985 végén megkezdték. Az Osella tárgyalásokat folytatott a Carlo Chilti tulajdonában álló Motori Modernivel annak érdekében, hogy inkább tőlük szereznének be erőforrásokat, és nem az Alfa Romeótól, amelynek látszottak a gyengeségei, és már ekkor tudvalevő volt, hogy a közeljövőben el fogják hagyni a sportágat. Emiatt az FA1H is ezen új motorok befogadására lett megtervezve. A Motori Moderni azonban csak jóval drágábban adta volna azokat, mint az Alfa Romeo, ezért hiába volt már kész az autó az idénynyitóra, ott motor hiányában nem tudták azt bevetni. Át kellett tervezni, de ez időbe telt.
AZ FA1H javarészt megegyezett az elődmodellekkel. Új volt benne a felfüggesztés, a hátsó tengelyen tolórudas helyett vonórudas kviitelűre építették át. Meghosszabbodott a tengelytáv, mely optimálisabbá tette a súlyeloszlást. A turbó hűtése céljából egy-egy nyílás jelent meg az oldaldobozokon. Mivel az új szabályok miatt csökkenteni kellett az üzemanyagtartály méretét is, lejjebb kerülhetett a motorburkolat, így több levegő áramolhatott a hátsó szárnyra.
Az autót először a francia nagydíjon vitte pályára Ghinzani, aki a 25. helyre kvalifikált, de egy rajtbalesetben kiesett. A brit nagydíjon Berg vezethette, akivel ugyanaz történt: már a rajtnál belekeveredett egy tömegbalesetbe, amelyben az FA1H helyrehozhatatlanul megsérült. Az Osella ezután nem is épített másikat, hanem a régi autóival vitte végig a szezont, majd a következő, FA1I modelljükre koncentrált inkább.

## Eredmények
| Év   | Csapat               | Motor           | Gumik | Pilóták            | 1   | 2   | 3   | 4   | 5   | 6   | 7   | 8   | 9   | 10  | 11  | 12  | 13  | 14  | 15  | 16  | Pontok | Helyezés |
| ---- | -------------------- | --------------- | ----- | ------------------ | --- | --- | --- | --- | --- | --- | --- | --- | --- | --- | --- | --- | --- | --- | --- | --- | ------ | -------- |
| 1986 | Osella Squadra Corse | Alfa Romeo 890T | P     |                    | BRA | ESP | SMR | MON | BEL | CAN | USA | FRA | GBR | GER | HUN | AUT | ITA | POR | MEX | AUS |        |          |
| 1986 | Osella Squadra Corse | Alfa Romeo 890T | P     | Piercarlo Ghinzani |     |     |     |     |     |     |     | KI  |     |     |     |     |     |     |     |     | 0      | -        |
| 1986 | Osella Squadra Corse | Alfa Romeo 890T | P     | Allen Berg         |     |     |     |     |     |     |     |     | KI  |     |     |     |     |     |     |     | 0      | -        |

## Forráshivatkozások
1. ↑  Tíz év küzdelem – az Osella-sztori (magyar nyelven). Napi F1 sztori, 2022. január 29. (Hozzáférés: 2025. február 2.)